# NHK音楽祭
『NHK音楽祭』（エヌエイチケイおんがくさい）は、日本放送協会（NHK）とNHKプロモーションが企画制作する音楽祭である。

## 概要
1961年に放送記念祭の一環としてサンケイホールでNHK音楽祭バレエの夕べとして開催されていた（1970年は大阪万博のため中止）。
2003年、テレビ放送開始50周年及びNHKホール開館30周年を記念して、「放送を通じてクラシック音楽をより多くの人に楽しんでもらい、豊かで質の高い文化の創造に貢献する」という理念のもと、創設された。毎回テーマを設定し、世界から一流オーケストラ、ソリストを招待し、NHKホールにおいてコンサートが開かれる。コンサートの模様はNHK-FMで生中継されるほか、ハイビジョン収録されて後日NHK Eテレ・BS2（2010年まで）またはBSプレミアム4K・8K（2023年以降）にて放送される。

## 各年のテーマ
2003年
「人は歌い、人は奏でる」
1. NHK交響楽団
指揮：シモーネ・ヤング、ソプラノ：佐藤しのぶ・水嶋育、バリトン：ジェフリー・ブラック
2. ミラノ・ジュゼッペ・ヴェルディ交響楽団
指揮：リッカルド・シャイー、ソプラノ：カルメラ・レミージョ、アルト：マリア・ホセ・モンティエル、テノール：市原多朗、バス：ジュリアン・コンスタンティノフ、合唱：ミラノ・ジュゼッペ・ヴェルディ合唱団
3. ベルリン・ドイツ交響楽団
指揮：ケント・ナガノ、ソプラノ：ルート・ツィーザク、アルト：マリーナ・コンパラート、テノール：ヘルベルト・リッパート、バス：フランツ・ヨゼフ・ゼーリヒ、合唱：ベルリン放送合唱団
4. キーロフ歌劇場管弦楽団
指揮：ヴァレリー・ゲルギエフ、アルト：ズラータ・ブルィチェワ、合唱：キーロフ歌劇場女声合唱団・TOKYO FM少年合唱団

2004年
「最後の交響曲-ラスト･シンフォニー-」
1. NHK交響楽団
指揮：ネルロ・サンティ
2. ニューヨーク・フィルハーモニック
指揮：ロリン・マゼール、ヴァイオリン：ユラ・リー、ピアノ：ソン・ヨルム
3. ウィーン交響楽団
指揮：ヤコフ・クライツベルク
4. ロイヤル・コンセルトヘボー管弦楽団
指揮：マリス・ヤンソンス
5. チェコ・フィルハーモニー管弦楽団
指揮：ズデニェク・マーツァル、ソプラノ：澤畑恵美、アルト：坂本朱、テノール：錦織健、バリトン：福島明也、合唱：プラハ・フィルハーモニー合唱団

2005年
「輝く日本人たち、それぞれの競演」
世界を舞台に活動する日本人音楽家と各国の放送交響楽団による共演。
1. フィンランド放送交響楽団
指揮：サカリ・オラモ、ピアノ：小菅優、ソプラノ：ファニータ・ラスカッロ
2. NHK交響楽団
指揮：小澤征爾、ゲスト：マーカス・ロバーツ・トリオ
3. バイエルン放送交響楽団
指揮：マリス・ヤンソンス、ヴァイオリン：五嶋みどり
4. 北ドイツ放送交響楽団
指揮：アラン・ギルバート指揮、ヴァイオリン：庄司紗矢香・竹澤恭子

2006年
「体感!モーツァルト」
モーツァルト生誕250年を記念したモーツァルト・プログラム。
1. マーラー・チェンバー・オーケストラ
指揮：ダニエル・ハーディング指揮、ピアノ：ラルス・フォークト
2. NHK交響楽団
指揮：ロジャー・ノリントン、チェロ：石坂団十郎
3. ウィーン交響楽団
指揮：ファビオ・ルイージ、ピアノ：上原彩子
4. ウィーン・コンツェントゥス・ムジクス
指揮：ニコラウス・アーノンクール、ソプラノ：ユリア・クライター、アルト：ベルナルダ・フィンク、テノール：ウェルナー・ギューラ／ルーベン・ドローレ、合唱：アルノルト・シェーンベルク合唱団

2007年
「華麗なるオペラ・バレエ音楽の世界」
1. パリ管弦楽団
指揮：クリストフ・エッシェンバッハ
2. ドレスデン国立歌劇場管弦楽団
指揮：ファビオ・ルイージ、ソプラノ：エヴリン・ヘルリツィウス、テノール：ヴォルガング・シュミット、バリトン：ハンス=ヨアヒム・ケテルセン、バス：クルト・リドル
3. マリインスキー劇場管弦楽団
指揮：ヴァレリー・ゲルギエフ
4. NHK交響楽団
指揮：ネルロ・サンティ、合唱：新国立劇場合唱団

2008年
「魅惑のバイオリン 魂のコンチェルト」
1. NHK交響楽団
指揮：ジャナンドレア・ノセダ、ヴァイオリン：サラ・チャン
2. サンクトペテルブルク・フィルハーモニー交響楽団
指揮：ユーリ・テミルカノフ、ヴァイオリン：庄司紗矢香
3. ロイヤル・コンセルトヘボー管弦楽団
指揮：マリス・ヤンソンス、ヴァイオリン：ジュリアン・ラクリン
4. フィルハーモニア管弦楽団
指揮：ウラディーミル・アシュケナージ、ヴァイオリン：諏訪内晶子

2009年
「オーケストラが奏でる故郷（）の名曲」
1. ミラノ・スカラ座管弦楽団
指揮：ダニエル・バレンボイム、ソプラノ：バルバラ・フリットリ、メゾ・ソプラノ：エカテリーナ・グバノワ、テノール：ヨハン・ボータ、バス：ルネ・パーベ
2. シンシナティ交響楽団
指揮：パーヴォ・ヤルヴィ
3. ライプツィヒ・ゲヴァントハウス管弦楽団
指揮：リッカルド・シャイー、ピアノ：キット・アームストロング
4. NHK交響楽団
指揮：ヴァレリー・ゲルギエフ、ピアノ：アレクサンドル・トラーゼ

2010年
「偉大なるドイツ三大B-バッハ、ベートーベン、ブラームス-」
1. ウィーン・コンツェントゥス・ムジクス
指揮：ニコラウス・アーノンクール、合唱：アルノルト・シェーンベルク合唱団
2. NHK交響楽団
指揮：アンドレ・プレヴィン
3. イスラエル・フィルハーモニー管弦楽団
指揮：ズービン・メータ
4. ドイツ・カンマーフィルハーモニー管弦楽団
指揮：パーヴォ・ヤルヴィ、ヴァイオリン：ジャニーヌ・ヤンセン

2011年
「華麗なるピアニストたちの競演」
1. ローマ聖チェチーリア国立アカデミー管弦楽団
指揮：アントニオ・パッパーノ、ピアノ：ボリス・ベレゾフスキー
2. NHK交響楽団
指揮：ネヴィル・マリナー、ピアノ：シプリアン・カツァリス
3. ベルリン放送交響楽団
指揮：マレク・ヤノフスキ、ピアノ：河村尚子
4. シドニー交響楽団
指揮：ウラディーミル・アシュケナージ、ピアノ：エフゲーニ・キーシン
5. パリ管弦楽団
指揮：パーヴォ・ヤルヴィ、ピアノ：ダン・タイ・ソン

2012年
「世界のマエストロ―輝ける音楽界の至宝―」
1. ドレスデン国立管弦楽団
指揮：クリスティアン・ティーレマン
2. NHK交響楽団
指揮：ロリン・マゼール、ピアノ：アリス=紗良・オット
3. マリインスキー劇場管弦楽団
指揮：ヴァレリー・ゲルギエフ、ヴァイオリン：レオニダス・カヴァコス

2013年
「輝くオペラの巨星たち」
1. ミラノ・スカラ座管弦楽団
指揮：グスターボ・ドゥダメル、ソプラノ：マリア・ホセ・シーリ／ホイ・ヘー／サエ・キュン・リム、メゾ・ソプラノ：ダニエラ・バルチェッローナ、テノール：スチュアート・ニール／ホルヘ・デ・レオン／ジェヒ・クォン、バリトン：アンブロージョ・マエストリ、バス：ロベルト・タリアヴィーニ／マルコ・スポッティ、合唱：ミラノ・スカラ座合唱団
2. NHK交響楽団
指揮：フィリップ・オーギャン、ソプラノ：エヴァ・ヨハンソン、テノール：サイモン・オニール
3. フランス放送フィルハーモニー管弦楽団
指揮：チョン・ミョンフン、メゾ・ソプラノ：藤村実穂子